# Пармаж
Пармаж — деревня в Котельничском районе Кировской области. Входит в состав Покровского сельского поселения.

## География
Деревня находится на расстоянии 37 к юго-западу от города Котельнич, административного центра района.

## Население
| 2010 |
| ---- |
| 0    |